# Quallenbaum

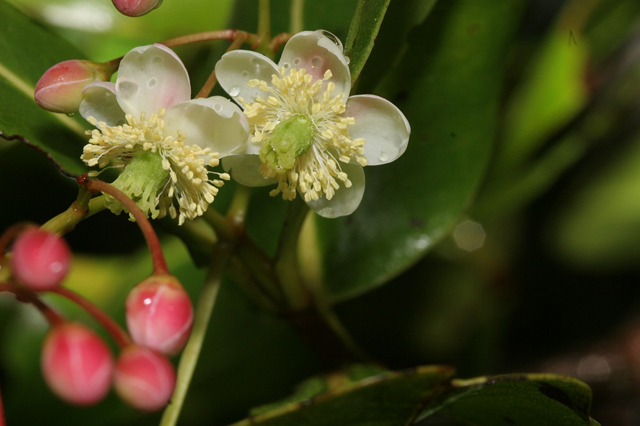
Blüten

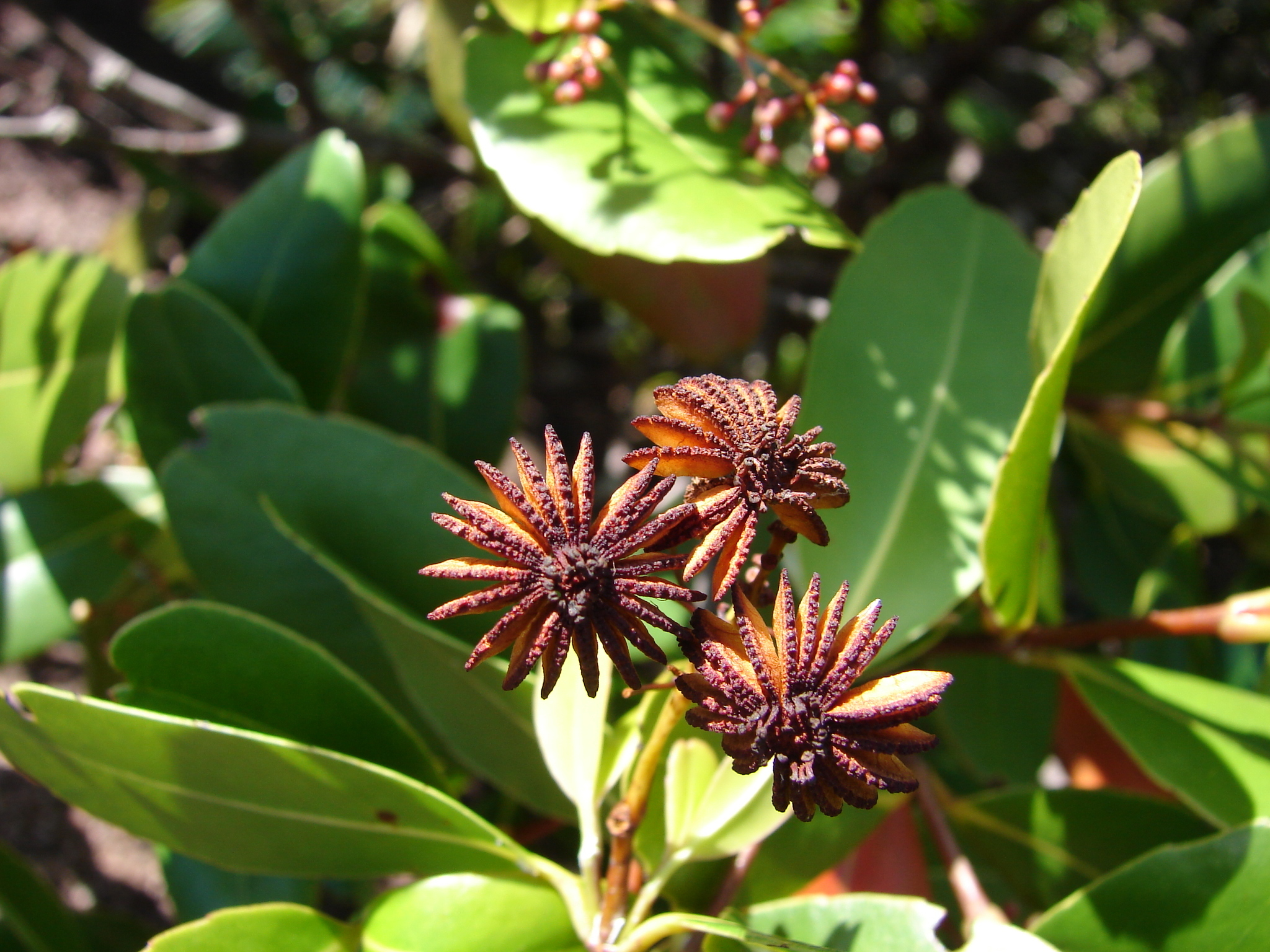
Früchte

Der Quallenbaum (Medusagyne oppositifolia) ist eine der seltensten Pflanzenarten der Welt und die einzige Art der monotypischen Gattung Medusagyne. Sie gehört heute zur Familie Ochnaceae in der Ordnung der Malpighienartigen (Malpighiales), der Trivialname leitet sich ab von seinen charakteristisch geformten, aufgesprungenen Früchten.

## Vorkommen
Der Quallenbaum wächst endemisch nur auf den Seychellen. Dort wurde er 1970 wiederentdeckt, nachdem er schon als ausgestorben gegolten hatte. Heute gibt es auch noch einige Exemplare des Quallenbaumes in den Bergwäldern von Mahé, darunter am Mont Sébert.

## Beschreibung
Dieser kleine, immergrüne Baum oder Strauch erreicht Wuchshöhen von bis zu 10 Metern mit einem schlanken Stamm.
Die gegenständigen, kurzgestielten Laubblätter sind einfach, ledrig, kahl, und die Blattränder sind entfernt gesägt bis schwach gekerbt. Die eingebuchteten bis stumpfen, bis zu 8 Zentimeter langen Blätter sind elliptisch oder eiförmig bis verkehrt-eiförmig. Die Nebenblätter fehlen.
Der Quallenbaum ist andromonözisch, also mit zwittrigen und männlichen Blüten auf einem Exemplar. Es werden lockere und meist gemischte, rispige Blütenstände gebildet. Die kleinen, unangenehm duftenden, radiärsymmetrischen und gestielten Blüten sind fünfzählig mit doppelter Blütenhülle. Die dachigen und kurz verwachsenen Kelchblätter sind breit-eiförmig bis rundlich. Die fünf ausladenden Kronblätter sind weiß bis leicht rosa. Es sind jeweils 50 bis 100 (viele), kurze Staubblätter mit dünnen, fädigen Staubfäden vorhanden. 16 bis 25 Fruchtblätter der zwittrigen Blüten sind zu einem synkarpen, oberständigen Fruchtknoten verwachsen, mit gleich vielen, kurzen Griffeln mit kleinen, kopfigen Narben wie Fruchtblätter.
Die an der Basis krallen-, regenschirmförmig geöffneten, kleinen, septizidalen und vielsamigen, ungeöffnet bis zu 15 Millimeter langen Kapselfrüchte mit Griffelresten an der Spitze sehen mit ihren gespreizten, holzigen, halbmondförmigen, außen grobwarzigen Rippen (Fruchtblättern) wie Quallen (Medusen) aus. Die vielen kleinen, etwa 2,5–3 Millimeter langen Samen sind geflügelt.

## Systematik
Nach APG III gehören die Arten der ehemaligen Familien der Medusagynaceae Engl. & Gilg und Quiinaceae Engl. in die Familie der Ochnaceae s. l.
Der örtliche Name für Medusagyne oppositifolia ist Bwa mediz (= Bois médus). Zuletzt wurde diese Pflanzenart in einer eigenen Familie Medusagynaceae geführt. Heute gehört sie ohne Einordnung in eine Unterfamilie oder Tribus zur Familie der Ochnaceae. Sie gehört zur Ordnung der Malpighienartigen (Malpighiales).